# Бостон Ривер
«Бо́стон Ри́вер» (исп. Boston River S.A.D.) — уругвайский футбольный клуб из Монтевидео (с 2019 года регулярно играет домашние матчи во Флориде). В настоящий момент выступает в Примере Уругвая.

## История
Клуб был основан 20 февраля 1939 года в округе Монтевидео Боли́вар. Слово «Бостон» в названии было выбрано в честь одноимённого ателье основателя клуба (Sastrería Boston), а слово «Ривер» было взято в честь аргентинской команды «Ривер Плейт».
В 1954 году «Бостон Ривер» присоединился к Ассоциации футбола Уругвая и стал участвовать в соревнованиях под эгидой этой организации (Дивизион Экстра B). В 1956 году выиграл Дивизион Экстра A и получил путёвку в дивизион Интермедиа (затем переименован в Примеру C).
В 1981 году «Бостон Ривер» был вынужден возвратиться к любительскому статусу из-за финансовых трудностей, и вышел из состава АУФ.
Спустя 18 лет, в 1999 году, «Бостон Ривер» вернулся в профессиональный футбол и в число участников третьего дивизиона Уругвая (нынешний Второй любительский дивизион). В 2006 году, обыграв в финале чемпионата «Альто Перу» 1:0, «Бостон Ривер» добился права дебютировать в сезоне 2007/08 во Втором дивизионе чемпионата Уругвая, где выступает по сей день.
31 августа 2009 года структура клуба была модернизирована, было образовано Спортивное Акционерное общество (Sociedad anónima deportiva; S.A.D.) под председательством известных в прошлом футболистов: колумбийца Карлоса Фернандо Наварро Монтойи (легенда «Боки Хуниорс», сыгравший за эту команду более чем в 700 матчах), аргентинцев Вальтера Сильвани (бывший игрок «Ривер Плейта» и ряда других известных клубов) и Мартина Кардетти («Росарио Сентраль», «Ривер Плейт», «Пари Сен-Жермен» и другие команды). 25 ноября того же года «Бостон Ривер», впервые в своей истории, сыграл международный товарищеский матч — в Буэнос-Айресе на Монументале уругвайцы сыграли вничью с «Ривер Плейтом» 1:1.
В 2018 году «Бостон Ривер» стал регулярно использовать в качестве домашнего стадиона для матчей чемпионата Уругвая стадион «Парк Артигас» в Лас-Пьедрасе. В 2019 году команда стала в основном играть на стадионе «Кампеонес Олимпикос» во Флориде. Иногда клуб арендует для домашних игр стадионы в Монтевидео.

## Достижения
- Чемпион Второго дивизиона B Насьональ (третий по уровню дивизион) (1): 2006
- Чемпион дивизиона Экстра (четвёртый по уровню дивизион) (1): 1956